# Jan Goossenaerts
Joannes Aloïsius (Jan) Goossenaerts (Horendonk, 30 oktober 1900 – Essen, 21 maart 2012) was met zijn 111 jaar de oudste geverifieerde persoon van Vlaanderen en de oudste man van Europa sinds de dood van de toen 110-jarige Engelsman Stanley Lucas op 21 juni 2010. Laatstgenoemde titel heeft hij exact 21 maanden gedragen. Bij zijn overlijden was hij officieel ook de op-twee-na oudste man ter wereld (de twee oudere mannen zouden ruim één jaar later ook sterven).

## Leven
Hij werd in het dorp Horendonk als derde kind geboren in het gezin van Josephus (Jozef) Goossenaerts en Joanna van Ginneken. Tijdens de Eerste Wereldoorlog vluchtte hij naar Nederland. Zijn legerdienst vervulde hij in Namen, en hij was beroepshalve eerst actief als boerenknecht en nadien als metser. Hij ging in 1965 met pensioen.
Goossenaerts was gedurende 67 jaar getrouwd met Catharina Van Meel, die bijna 88 jaar oud werd (18 augustus 1909 – 2 juli 1997). Samen kregen ze vijf kinderen, van wie er bij zijn dood nog drie in leven waren. De twee andere waren enkele maanden vóór zijn 110e verjaardag gestorven.
In 2007, op bijna 107-jarige leeftijd, verhuisde Goossenaerts naar het rust- en verzorgingstehuis Sint-Michaël in Essen. Op de dag vóór zijn 110e verjaardag, 29 oktober 2010, plantte hij er samen met toenmalig Vlaams minister-president Kris Peeters een zogenaamde "supereeuwelingenboom".
Sedert september 2011, even vóór zijn 111e verjaardag, ging het wat minder met de geestelijke gezondheid van Goossenaerts, maar fysiek verging het hem nog steeds goed.
De laatste dagen van zijn leven ging hij echter sterk achteruit, en hij overleed op 21 maart 2012.